# Laura Bassi

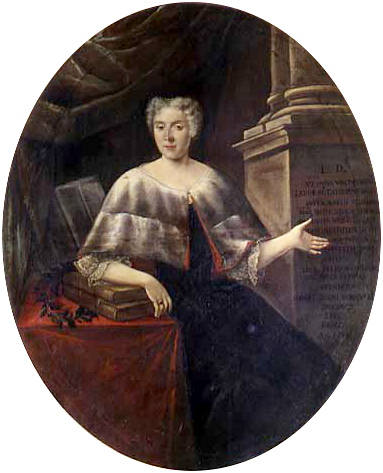
Portret geschilderd door Carlo Vandi

Laura Maria Caterina Bassi Veratti, ook bekend als Laura Bassi (Bologna, 31 oktober 1711 – aldaar, 20 februari 1778) was een Italiaans natuurkundige. Ze was de eerste vrouwelijke hoogleraar in Europa.
Bassi was na Elena Cornaro Piscopia uit Venetië de tweede vrouw in Italië met een afgeronde universitaire studie; ze bouwde als eerste vrouw een academische en wetenschappelijke carrière op en bekleedde als eerste vrouw een universitaire leerstoel.

## Biografie
Bassi werd geboren in Bologna, dat toen tot de Pauselijke Staat behoorde. Haar ouders kwamen uit Scandiano: Haar vader, Giuseppe Bassi, was een rijke jurist. Haar moeder was Maria Rosa Cesari. Zij konden hun dochter een privé-opleiding geven, die heel goed slaagde door haar uitzonderlijke verstand. Onder andere de arts Gaetano Tacconi werd gevraagd om haar te onderwijzen in logica, metafysica, fysica en psychologie. Tacconi was zo lovend over haar in Bologna, dat de inwoners bij haar thuis kwamen luisteren als zij debatteerde met beroemde hoogleraren.
De vakken waarin zij thuis werd onderwezen, werden ook in de colleges en aan universiteiten onderwezen, maar zij kon deze als vrouw niet bezoeken.

## Loopbaan
Op 12 mei 1732 besloot de Senaat van de universiteit – op voorspraak van kardinaal Prospero Lorenzo Lambertini, de toekomstige paus Benedictus XIV – Bassi een bul in de filosofie te verlenen en om haar toestemming te geven om les te geven. In hetzelfde jaar werd zij opgenomen in het college van filosofiedoctoren en werd zij lid van de Academie van Wetenschappen van Bologna. Op 27 juni verdedigde Bassi een proefschrift over natuurlijke filosofie in de lijn van Newton om een tweede vakgebied te kunnen doceren. Op 29 oktober kreeg ze van de Senaat een speciaal voor haar gecreëerde bijzondere leerstoel in de filosofie met een salaris van 500 lire. Vanwege haar vrouw-zijn mocht zij alleen les geven bij speciale gelegenheden - zoals bij een bezoek van vorsten en hoge prelaten - en met toestemming van haar superieuren. Ook mocht zij niet aanwezig zijn bij discussies van haar mannelijke collega's en moest het daarom doen met zelfstudie. Op 17 december 1732 hield Bassi haar eerste college in het anatomietheater van het Archiginnasio van Bologna.
Vanaf 1734 werd ze uitgenodigd om aanwezig te zijn bij de jaarlijkse plechtigheid van de Openbare Anatomische Les. In 1738 trouwde Bassi met de medicus Giuseppe Veratti, die anatomie doceerde aan de universiteit. Ze koos hem omdat hij haar beloofde haar studie niet in de weg te zullen staan. Het echtpaar kreeg acht kinderen, van wie er slechts vijf in leven bleven. Het echtpaar richtte thuis, in een villa aan de Via Barberia, een onderwijs- en onderzoeksprogramma in, waarvoor ze (ook mannelijke) studenten konden uitnodigen. Zij deed ook experimenten met licht, elektriciteit en met gasmengsels.
In 1745 werd zij door paus Benedictus XIV benoemd tot ‘benedictijns academica’, ondanks de weerstand van haar collega’s. Ze kreeg een jaargeld toegekend van 100 lire. De paus stelde voor haar een 25e zetel in ondanks dat het college altijd uit 24 zetels had bestaan. Haar voorbeeld volgende traden later ook de Franse Émilie du Châtelet en Maria Gaetana Agnesi uit Milaan tot de benedictijnse groep toe.
In 1749 begon Bassi met groot succes aan colleges experimentele fysica. De lessen vonden plaats bij haar thuis, in het laboratorium dat zij samen met haar man had ingericht. Toentertijd was dit de enige collegereeks in dit vakgebied in Bologna en de colleges werden door de studenten in groten getale bijgewoond. De Senaat erkende het openbare nut hiervan en kende haar een vergoeding toe van 1000 lire, een van de hoogste van de universiteit. In 1766 begon ze met het doceren van experimentele fysica aan het college van Montalto delle Marche.
Bassi was een volgeling van de theorieën van Newton en probeerde die op veel onderzoeksterreinen toe te passen, vooral op het gebied van elektriciteit. Samen met haar man werd zij hierin een van de belangrijkste Italiaanse wetenschappers. Ze stond ook in nauw contact met Giovanni Battista Beccaria, de abt Jean-Antoine Nollet, Felice Fontana en Alessandro Volta. Ook was ze onderwijzer van haar neef Lazzaro Spallanzani.
Dankzij de achting die zij kreeg met haar onderzoek en haar onderwijs kon zij de leerstoel in de experimentele fysica aan het Instituut van Wetenschappen bekleden. Hierbij kreeg ze voor het eerst geen enkele beperking opgelegd vanwege haar vrouw-zijn. Ze had een perfecte beheersing van het Frans, waarin ze sprak met haar bezoekers en ook tijdens haar demonstraties van experimenten voor buitenlanders.
Bassi stierf te Bologna in 1778.

## Naamgevingen en onderscheidingen

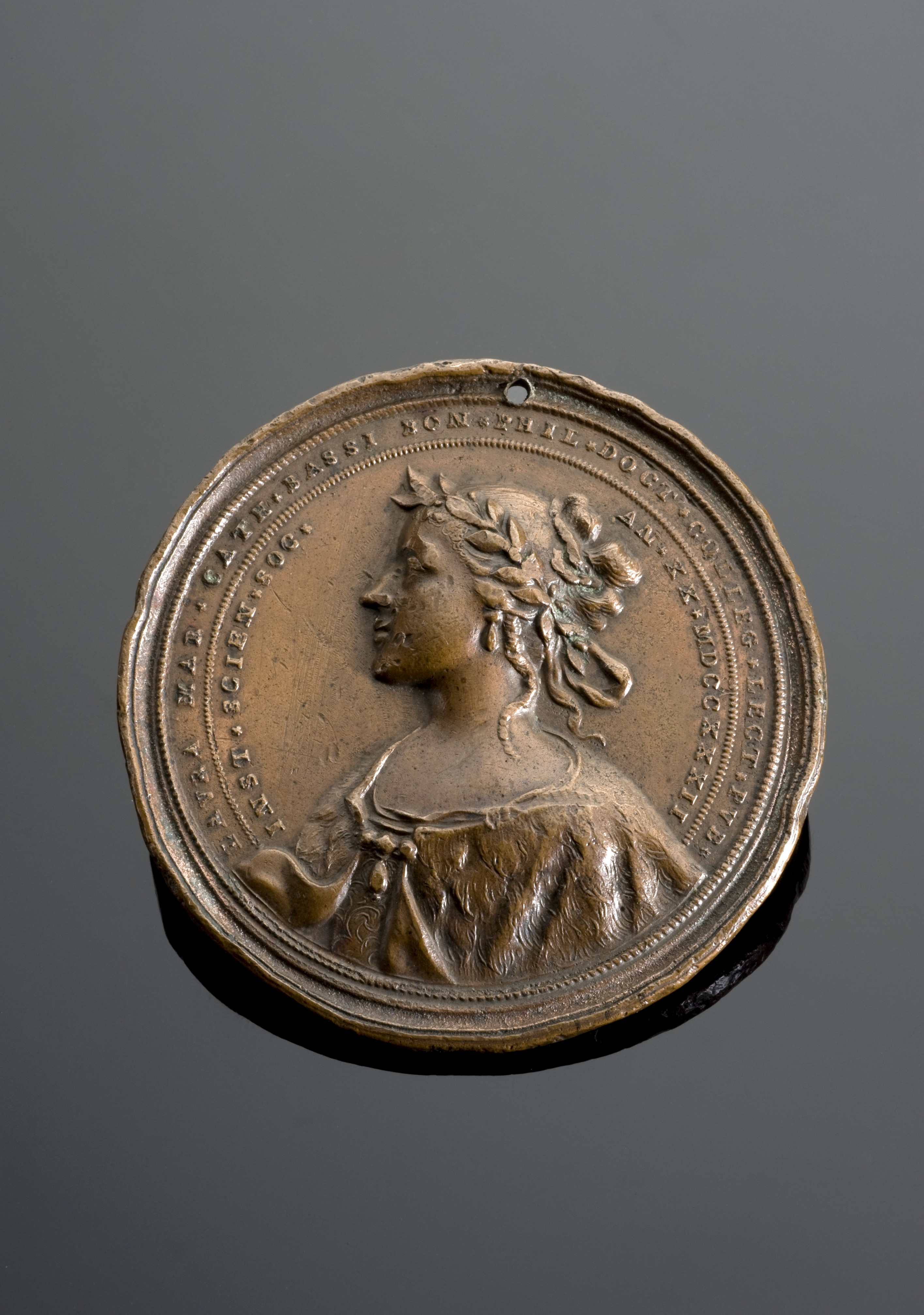
Herdenkingsmunt

- Een krater op Venus is naar haar vernoemd.
- In Bologna werd een middelbare school en een straat naar haar vernoemd.
- De Universiteit van Innsbruck heeft het Quality Centre of Expertise aan haar gewijd.
- De Technische universiteit van Wenen heeft het Centre of Visual Analytics Science and Technology aan haar gewijd.
- In Sant’Animo bij Napels is een middelbare school naar haar vernoemd.

## Werken
Er zijn niet veel wetenschappelijke artikelen van Bassi bewaard gebleven.
De titels van de voordrachten die zij heeft gehouden tijdens zittingen van de Academie van Wetenschappen zijn wel bekend; in totaal waren dat er 32. Een groot deel ging verloren door de oorlog met Napoleon, die Bologna in 1796 veroverde.
- Sopra la compressione dell'aria (1746)
- Sopra le bollicelle che si osservano nei fluidi (1747 e 1748)
- Sopra l'uscita dell'acqua dai fori di un vaso (1753 e 1754)
- Sopra alcune esperienze d'elettricità (1761)
- Prodromo di una serie di esperienze da fare per perfezionare l'arte della tentura (1769)
- Sopra l'elettricità vindice(1771)
- Sopra il fuoco e la facilità dei vari fluidi di riceverlo (1775)
- Su la relazione della fiamma all'aria fissa (1776)
- Sopra la proprietà che hanno molti corpi, che ritenendo più degli altri il calore, ritengono più degli altri ancora l'elettricità (1777)
- De aëris compressione
- De problemate quodam idrometrico
- De problemate quodam mecanico
- De immixto fluidis aëre
- De Bononiensi Scientiarum et Artium Instituto atque Academia Commentarii, Bononiae, L. a Vulpe, 1731-1791

In de gemeentelijke bibliotheek van het Archiginnasio worden in het speciale fonds “Laura Bassi en de familie Veratti” documenten met betrekking tot Laura Bassi bewaard (brieven, voordrachten, een zilveren medaille en het bijbehorende stempel). Tevens bevindt zich hier een verzameling manuscripten die toebehoorden aan de families Veratti en Bassi.